# Christina Schröer
Christina Schröer (* 14. April 1975 in Arnsberg) ist eine deutsche Historikerin an der Rheinischen Friedrich-Wilhelms-Universität Bonn. Seit 2020 ist sie Wissenschaftliche Geschäftsführerin des dortigen Frankreichzentrums Centre Ernst Robert Curtius (CERC).

## Leben und Wirken
Nach dem Abitur am Mariengymnasium Arnsberg studierte Schröer von 1994 bis 2002 Neuere und Neueste Geschichte, Deutsche Philologie und Angewandte Kulturwissenschaften an der Westfälischen Wilhelms-Universität Münster und der Université des Sciences Humaines de Strasbourg (USHS). 2002 schloss sie ihr Studium mit dem Magister Artium und dem Ersten Staatsexamen in Geschichte und Deutsch ab. Von 2003 bis 2010 war sie Wissenschaftliche Mitarbeiterin am Historischen Seminar der Universität Münster und Assistentin von Hans-Ulrich Thamer sowie von Januar bis April 2006 freie Mitarbeiterin in der Redaktion GEO-Epoche beim Verlag Gruner + Jahr in Hamburg. 2010 wurde sie mit der von Thamer betreuten Arbeit Republik im Experiment. Symbolische Politik zwischen Ordnungsideal und Konflikterfahrung, Frankreich 1792–1799 an der Universität Münster promoviert. Die Studie wurde mit dem Poertgen-Herder-Dissertationspreis der Philosophischen Fakultät der Universität Münster ausgezeichnet. Von April 2011 bis Februar 2020 war Schröer Akademische Rätin am Lehrstuhl für Neuere und Neueste Geschichte Westeuropas und Assistentin von Jörn Leonhard an der Albert-Ludwigs-Universität Freiburg. Von Oktober 2015 bis Juli 2016 war sie zudem Junior Fellow am Freiburg Institute for Advanced Studies (FRIAS). Seit 2020 ist sie Gründungsdirektorin des Curtius-Zentrums an der Rheinischen Friedrich-Wilhelms-Universität Bonn.

## Schriften (Auswahl)
- Republik im Experiment. Symbolische Politik im revolutionären Frankreich (1792 –1799). Böhlau Verlag, Köln, Weimar, Wien 2014, ISBN 3-412-20783-7 (Zugl.: Münster (Westf.), Univ., Diss., 2010 u.d.T.: Symbolische Politik zwischen Ordnungsideal und Konflikterfahrung, Frankreich 1792–1799).
- zus. mit Peter Hoeres und Armin Owzar (Hg.): Herrschaftsverlust und Machtverfall. Oldenbourg, München 2013, ISBN 3-486-71668-9.